# Südliche Sandwespe
Die Südliche Sandwespe  (Ammophila heydeni) ist ein Hautflügler aus der Familie der Sphecidae. Die Art ist nicht gefährdet.

## Merkmale
Die Wespe erreicht eine Körperlänge von 13 bis 19 Millimetern. Sie unterscheidet sich von den übrigen Sandwespen gut durch ihre rot gefärbten vorderen und mittleren Beinpaare und durch einen stark silbrig glänzenden Thorax. Der Hinterleib ist im Vergleich zu den verwandten Arten um ein Segment weiter nach hinten rot gefärbt.

## Vorkommen
Die Art ist im Mittelmeerraum häufig anzutreffen. Ihre Verbreitung erstreckt sich nördlich bis ins Wallis sowie nach Niederösterreich. Sie bevorzugt sehr temperaturbegünstigte und schwach bewachsene sandige Lebensräume. Die Tiere fliegen von Juni bis September.

## Lebensweise
Die Südliche Sandwespe ähnelt in ihrer Lebensweise der Dreiphasen-Sandwespe (Ammophila pubescens) und versorgt ihre Brut ebenso hauptsächlich mit Raupen von Spannern (Geometridae). Die Wespenlarven werden auch nach dem Schlupf vom Weibchen noch mit Raupen beliefert.

## Belege